# Tobias Erler
Pour les articles homonymes, voir Erler.
Tobias Erler, né le 17 mai 1979, est un coureur cycliste allemand.

## Palmarès
- 2003
  - 2e et 5e étapes du Tour de Taïwan
- 2005
  - 1re, 2e, 3e et 5e étapes du Tour de Taïwan
- 2006
  - Tour de Corée :
    - Classement général
    - 3e étape

  -  Médaillé d'argent du championnat du monde universitaire du contre-la-montre
  - 3e du Tour de l'île de Chongming
- 2007
  - Tour du Sachsenring
- 2009
  - 3e du Kirschblütenrennen
- 2010
  - 1re et 2e étapes de l'International Presidency Tour
  - 2e du Kirschblütenrennen
  - 2e de l'International Presidency Tour
  - 3e du Mumbai Cyclothon
- 2011
  - Tour de Thaïlande :
    - Classement général
    - Prologue

  - 1re et 8e étapes du Tour de Corée
  - 2e étape du Tour d'Azerbaïdjan (contre-la-montre par équipes)

## Classements mondiaux
| Année            | 2006 | 2007 | 2008 | 2009 | 2010  | 2011 | 2012 |
| ---------------- | ---- | ---- | ---- | ---- | ----- | ---- | ---- |
| UCI Asia Tour    | 8e   |      |      |      | 13e   | 31e  |      |
| UCI Europe Tour  |      | 388e | 760e |      | 1112e |      | 735e |
| UCI Oceania Tour |      | 29e  |      |      |       |      |      |